# Le Cloître-Saint-Thégonnec
Le Cloître-Saint-Thégonnec (bretonisch Ar C’hloastr-Plourin) ist eine französische Gemeinde mit 644 Einwohnern (Stand 1. Januar 2022) im Norden der Bretagne im Département Finistère.

## Lage
Der Ort liegt circa 16 Kilometer südlich der an der Atlantikküste gelegenen Bucht Rade de Morlaix. Le Cloître-Saint-Thégonnec befindet sich im Regionalen Naturpark Armorique (französisch Parc naturel régional d’Armorique).
Morlaix liegt zehn Kilometer nördlich, Brest 50 Kilometer westlich und Paris etwa 450 Kilometer östlich.

## Verkehr
Bei Morlaix und Pleyber-Christ befinden sich Abfahrten am E-50-Abschnitt Brest–Rennes und Regionalbahnhöfe an der überwiegend parallel verlaufenden Bahnlinie.
Nahe den Großstädten Brest und Rennes gibt es Regionalflughäfen.

## Bevölkerungsentwicklung
| Jahr                       | 1962 | 1968 | 1975 | 1982 | 1990 | 1999 | 2006 | 2017 | 2020 |
| Einwohner                  | 647  | 566  | 518  | 561  | 566  | 569  | 587  | 660  | 653  |
| Quellen: Cassini und INSEE |      |      |      |      |      |      |      |      |      |